# 迪亚克苏佩尔佩蒂斯
迪亚克-苏佩尔佩蒂斯（法語：Duilhac-sous-Peyrepertuse，法語發音：[dɥijak su pɛʁpɛʁtyz] ⓘ）是法国奥德省的一个市镇，属于纳博讷区。

## 地理
迪亚克-苏佩尔佩蒂斯（42°51'48"N, 2°33'59"E）面积21.09 平方千米，位于法国奧克西塔尼大區奥德省，该省份为法国南部沿海省份，北起塔恩省，西北接上加龙省，西接阿列日省，南至东比利牛斯省，东临地中海，东北与埃罗省接壤。
与迪亚克-苏佩尔佩蒂斯接壤的市镇（或旧市镇、城区）包括：屈屈尼昂、蒙加亚尔、帕代恩、鲁菲阿克代科尔比埃、苏拉切、莫里、圣保罗德弗努耶。
迪亚克-苏佩尔佩蒂斯的时区为UTC+01:00、UTC+02:00（夏令时）。

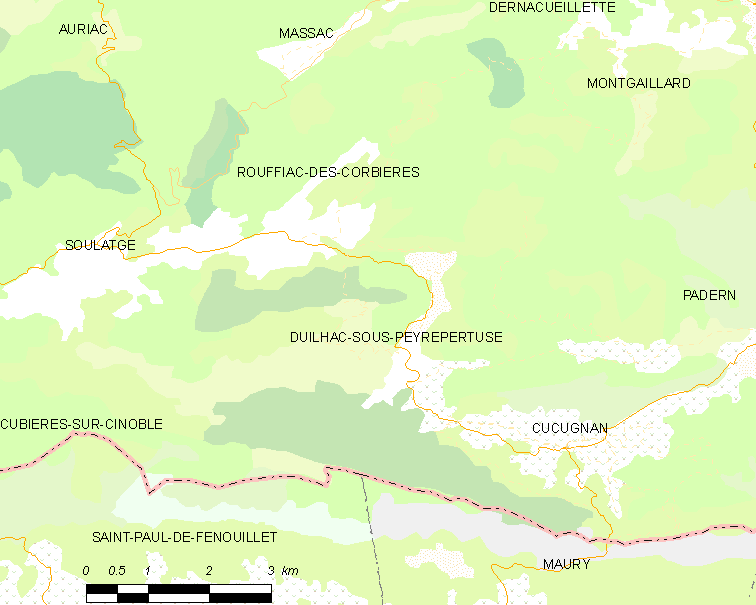
迪亚克-苏佩尔佩蒂斯的OSM定位图

## 行政
迪亚克-苏佩尔佩蒂斯的邮政编码为11350，INSEE市镇编码为11123。

## 政治
迪亚克-苏佩尔佩蒂斯所属的省级选区为莱科比耶尔县。

## 人口

1962-2008年间迪亚克-苏佩尔佩蒂斯人口变化图示

迪亚克-苏佩尔佩蒂斯于2022年1月1日时的人口数量为145人。